# Justa venjança
Justa venjança  (títol original: Wake of Death) és una pel·lícula estatunidenca dirigida per Philippe Martinez l'any 2004. Ha estat doblada al català.

## Argument
Cynthia Archer (Lisa King) volent protegir una jove xinesa que fugia, Kim, la noia de Sun Quan (Simon Yam) un cap d'una triada xinesa, és abatuda per aquest últim. Després de moltes peripècies, Ben Archer (Jean-Claude Van Damme) venja la mort de la seva dona, matant Sun Quan i salva així la jove Kim i el seu fill Nicolas, que havia caigut a les mans de la triada.

## Repartiment
- Jean-Claude Van Damme: Ben Archer
- Simon Yam: Sun Quan
- Philip Tan: Han
- Valerie Tian: Kim
- Tony Schiena: Tony
- Claude Hernandez: Raymond
- Lisa King: Cynthia Archer
- Anthony Fridjohn: Max
- Danny Keogh: Mac Hoggins
- Pierre Marais: Nicholas Archer
- Warrick Grier: Da Costa
- Tom Wu: Andy Wang
- Jacqui Chan: Mamma Li
- Burt Kwouk: Tommy Li
- Joon Chong: Mare de Kim
- Andre Jacobs: Doctor Walker
- Bo Peterson: Jutge Brown
- Quentin Chong: Toby 1
- Winston Chong: Toby 2
- Adrian Galley: Oficial de duanes
- Justin Fouche: Home gras
- Chantel Nel: Sense sostre #1
- Lionel Channering: Sense sostre #2
- Daz Parker: Vigilant del centre comercial #1
- Jacob Mervine: Vigilant del centre comercial #2
- Kirsten Marriott: Vigilant del centre comercial #3
- Axel Van Leeuwen: Vigilant del centre comercial #4
- Lee-Anne Liebenberg: noia a l'escala
- Soh Fongang: Persona de manteniment

## Al voltant de la pel·lícula
- Wake of Death ha estat directament editat en DVD als Estats Units (2004), les nombroses crítiques elogioses del film han empès al distribuidor a treure el film al cinema a diversos països.
- Ringo Lam ja havia treballat amb l'actor belga, que havia d'assegurar la realització del film. Però aquest últim va abandonar el rodatge al cap d'uns dies cedint la seva plaça al francès Philippe Martinez.[3]